# Enny Romero
Pour les articles homonymes, voir Romero.
 (juin 2025).
Enny Manuel Romero Hernandez (né le 24 janvier 1991 à Saint-Domingue, République dominicaine) est un lanceur de relève gaucher des Ligues majeures de baseball.

## Carrière

### Rays de Tampa Bay
Enny Romero signe son premier contrat professionnel en 2008 avec les Rays de Tampa Bay. Il représente la franchise au match des étoiles du futur en juillet 2012.
Il fait ses débuts dans le baseball majeur le 22 septembre 2013 alors qu'il est le lanceur partant des Rays face aux Orioles de Baltimore. Romero, après avoir donné un coup sûr à Manny Machado pour amorcer la rencontre, n'en donne plus un autre aux Orioles pendant sa sortie de 4 manches et deux tiers. Il n'accorde aucun point à l'adversaire malgré 4 buts-sur-balles alloués. 
Après ce match, son seul avec les Rays en 2013, Romero est uniquement lanceur de relève pour Tampa Bay, qu'il retrouve en 2015. Il quitte le club après la saison 2016. En 76 matchs et 80 manches et un tiers lancées au total pour Tampa Bay, sa moyenne de points mérités s'élève à 5,27 avec 81 retraits sur des prises.

### Nationals de Washington
Le 7 février 2017, Tampa Bay échange Romero aux Nationals de Washington contre le lanceur droitier des ligues mineures Jeffrey Rosa.